# ميديوغوريه
ميديوغوريه (بالإنجليزية: Medjugorje)‏ هي مدينة من مدن البوسنة والهرسك. يبلغ عدد سكانها 4,000 نسمة.

## أعلام
- مارين سيليتش
- إيفان دوديج

## وصلات خارجية
- بوابة البوسنة والهرسك باللغة العربية
- مدينة مجوغوريه في البوسنة والهرسك